# Leszbosz
Leszbosz (görögül Lézvosz [Λέσβος]) Görögország harmadik, a Földközi-tenger hetedik legnagyobb szigete.

## Földrajza
Az Égei-tengerben, Kis-Ázsia nyugati partja közelében, közvetlenül Troasztól délre fekszik. A szigetet főként hegyek borítják. Két kiemelkedő hegycsúcsa van, a 967 méteres Lepetimnosz és a hasonló magasságú Olimposz.

## Éghajlat
A sziget éghajlata mérsékelt égövi forró nyarú mediterrán, Köppen besorolásában Csa mediterrán éghajlat. A nyár forró és száraz, a tél többnyire enyhe, de a térségre jellemző ritka hideghullámok és hó olykor előfordulhat. A fagyos napok száma alacsony. A csapadék átlagosan évi 750 mm. A napsütéses órák száma kimagasló.
| Hónap                                            | Jan. | Feb. | Már. | Ápr. | Máj. | Jún. | Júl. | Aug. | Szep. | Okt. | Nov. | Dec. | Év   |
| ------------------------------------------------ | ---- | ---- | ---- | ---- | ---- | ---- | ---- | ---- | ----- | ---- | ---- | ---- | ---- |
| Átlagos max. hőmérséklet (°C)                    | 12,1 | 12,6 | 14,6 | 19,0 | 23,9 | 28,5 | 30,4 | 30,2 | 26,7  | 21,7 | 17,2 | 13,8 | 20,9 |
| Átlagos min. hőmérséklet (°C)                    | 6,7  | 7,0  | 8,0  | 11,2 | 15,2 | 19,3 | 21,6 | 21,4 | 18,5  | 14,8 | 11,4 | 8,7  | 13,7 |
| Átl. csapadékmennyiség (mm)                      | 130  | 97   | 75   | 47   | 21   | 6    | 2    | 4    | 11    | 38   | 94   | 145  | 671  |
| Forrás: Hellenic National Meteorological Service |      |      |      |      |      |      |      |      |       |      |      |      |      |

## Leírása
A sziget területe 1630 km². Lakosainak száma 108 297 (2001-es adat), melynek több mint harmada Mitilíniben, a sziget fővárosában él. Főbb települései még Plomárion, Ajasszosz, Eresszosz és Mólivosz (archaikus neve Mithímna). A főváros, Mitilíni régi elnevezése Mütiléné, törökül Midüllü.

## Történelme
A leszboszi Rodafnidia lelőhelyen feltárt őskőkorszaki leletek az acheuli kultúrához sorolhatók, korukat 258.000 ± 48.000 évre teszik. Ebben a korban az alacsonyabb tengerszint miatt a kisázsiai szárazföldhöz csatlakozó félsziget volt.
Írott forrásokban elsőként a hettiták említik, Lazpa néven. Az i. e. 13. században először Szeha, majd Vilusza birtoka. A század utolsó szakaszában Pijamaradu, a későbbi millavandai (milétoszi) király innen származott.
A középkorban a negyedik kereszthadjárat idején elfoglalták a keresztesek a szigetet, majd a Konstantinápolyi Latin Császárság része lett. 1355-ben genovai Gattilusio család megszerzett néhány görög szigetet és a központját Leszboszon építette ki. Ettől kezdve mintegy száz évig a sziget önálló állam volt, első uralkodó Ferenc segítette Nagy Lajos magyar királyt az Oszmán Birodalom és Bulgária ellen indított 1366. évi hadjáratában.

## Nevezetességei
A sziget régi nevéből (Leszbosz) származik a leszbikus kifejezés. Ennek eredete az itt született Szapphó költészete, amelyben a nők közötti szerelmet ábrázolta. Emiatt Lészvosz, közelebbről Szapphó szülővárosa, Eresszosz ma a leszbikus közösség fő turisztikai célpontja és zarándokhelye, ahol Európában egyedülálló fesztiválokat rendeznek célzottan nők részére. 2008-ban egy vita felborzolta az addig nyugodt kedélyeket, mert a helyiek ragaszkodtak ahhoz, hogy őket nevezzék az igazi leszbikusoknak. A Görög Meleg és Leszbikus Unió ellen pert indítottak, hogy megtiltsák a szervezet nevében a “leszbikus” szó használatát.